# شهرستان لیمانووا
شهرستان لیمانووا (به لهستانی: Powiat Limanowa) یک شهرستان در لهستان است که در استان لهستان کوچک‌تر واقع شده‌است. شهرستان لیمانووا ۹۵۱٫۹۶ کیلومتر مربع مساحت و ۱۲۱٬۶۵۸ نفر جمعیت دارد.